# 前進梅利號
前進梅利號為日本漫畫《ONE PIECE》及其改編作品中一艘虛構的海賊船，在中國大陸及台灣又曾譯為「黃金梅利號」，通常簡稱「梅利號」。它是一艘骨架結構模仿「卡拉維爾」（一種15世紀的帆船）方式建造的帆船，使用三角帆的船尾和中央掌舵，是故事主角草帽海賊團的第一艘海賊船和重要夥伴，在歷經長期航行後，於水之七島被判斷為無法修復，之後由船員以火葬儀式送行，功成身退。後由千陽號接替。

## 海賊船簡介

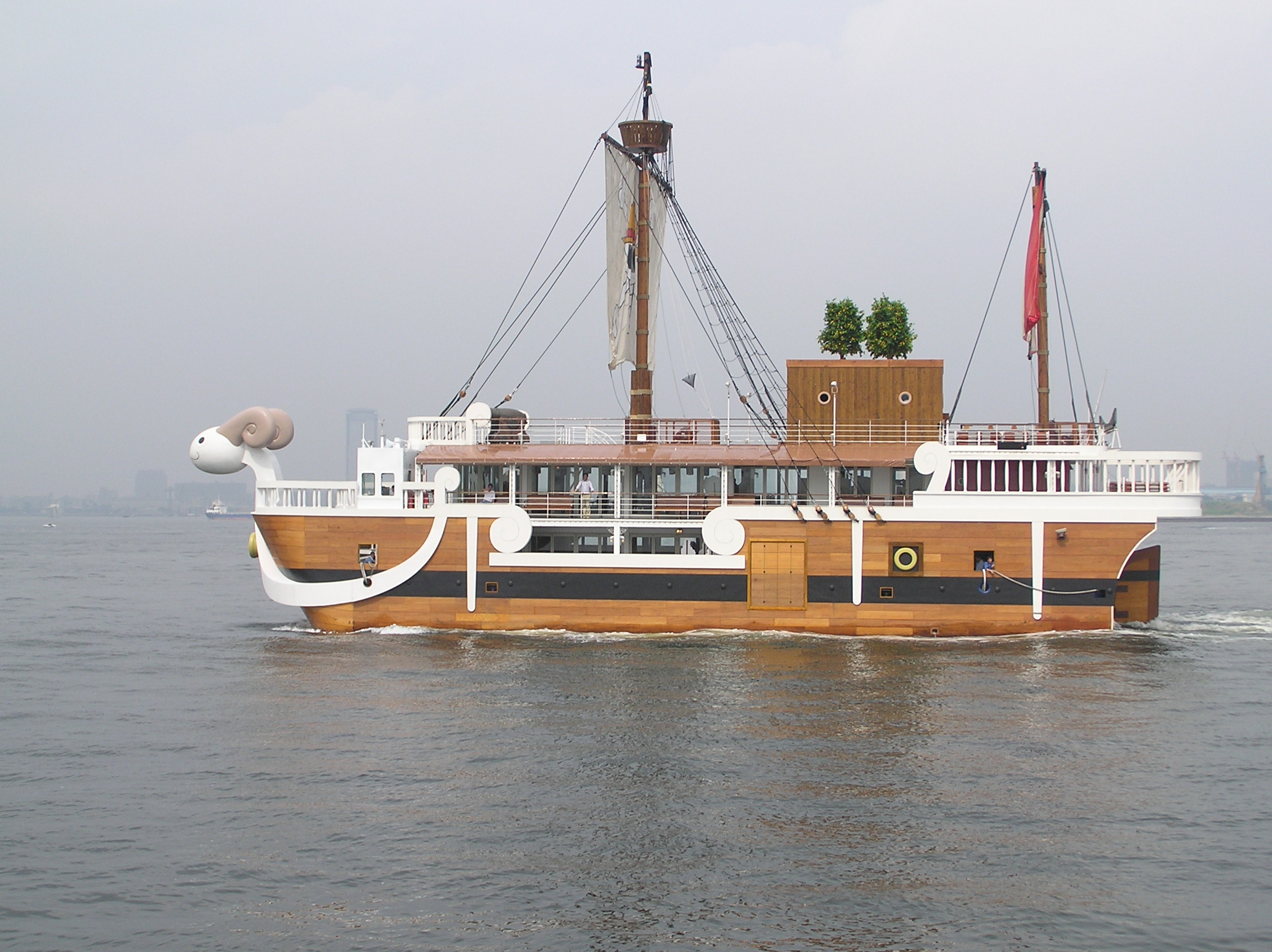
模仿「前進梅利號」外形的真實船隻

梅利號原來屬於西羅布村的可雅一家。它是由可雅的管家梅利（Merry）設計和製造，故船名中包含了「梅利」的名字；此外，它的船首造型是一個與梅利的髮型相似的羊頭。
草帽海賊團在打敗黑貓海賊團後準備繼續出航，可雅知道他們需要一艘船，便把梅利號贈予他們。出航前，可雅拜託梅利為他們準備好航海所需的東西，並請他向娜美說明船的操作方法。出航後，船長魯夫為海賊船畫了第一面海賊旗；但因為他實在畫得太差，最後要由較擅長藝術的騙人布代為操筆。騙人布並把「帶著草帽的骷髏頭」標誌畫在船的主帆上，他們的海賊船才算大功告成。
除了草帽海賊團成員以外，搭乘過梅莉號的尚有阿拉巴斯坦公主娜菲魯塔利·薇薇、賞金獵人強尼與約瑟夫、前巴洛克華克高級幹部「Mr.2」馮·克雷、「Mr.9」、水之七島的可可羅婆婆、其孫女蒂姆妮及其寵物昆貝、以及動畫原創中軍艦島的阿碧斯。
實際上前進梅利號並非草帽海賊團所搭乘的第一艘船隻，但此前魯夫等人搭乘的都是沒正式掛上自己旗幟的小舟或小帆船，因此前進梅利號依然是草帽海賊團第一艘正式的海賊船。
在Netfilx的真人版中，因為劇情變動，忠於嘉雅的梅利被殺害，本船並非由梅利本人命名。嘉雅的故事結束後，嘉雅向魯夫送出此船，魯夫認為船頭的羊首很像梅利，嘉雅亦告知梅利是其父母忠實的朋友，於是魯夫才為船改名。

### 下水仪式
作者尾田荣一郎在SBS介绍新船的插图里，特別画了梅利號的下水仪式。其中，可雅投掷的酒瓶只砸中船首羊头的脖颈处，并未破碎和掉入海中。相传在下水典礼中若酒瓶不破碎，那艘船便就会遭遇不幸。
尾田说他本來打算仔细画下梅利號的下水仪式，但由於想让第100话的标题是《传说开始》，所以作了省略。

### 飛行模式
為了從加雅島南方的上升海流前往空島，梅利號在「猿山聯合軍」的協助下改裝成飛行模式，與一般型態相比多了許多公雞造型的配件。
兩弦的翅膀在上升至空島的時候因不明原因破損，其餘的飛行模式配件則在阿帕亞多的祭壇上被船之精靈連夜拆除。

### 船之妖精
- 空島篇時，騙人布曾在某天夜裡目睹一個穿著斗篷的人影在霧中現身修補梅利號的船體[5]。之後在水之七島篇時佛朗基根據其描述推測是船之妖精（Klabautermann）。
- 當草帽海賊團在司法島受困前，船之妖精請求艾斯巴古為自己做了暫時性維修，接著又自行出航抵達戰區，救出被海軍圍剿的草帽海賊團[6]。

拥有自我意识
梅利號艦首的羊頭有時會因為各種狀況而出現不同的表情。
- 下水仪式中，可雅投掷的酒瓶砸并未破碎，梅利號的羊头上出现阴影并且嘴巴张大。[7]
- 离开空岛时，前進梅利號掉在半空中吓一跳，有三条线的表情。[8]
- 在206集的時候，魯夫利用梅利號的時候，梅利號的船頭擺出吓呆了的表情。
- 在水之七岛上，魯夫与騙人布决斗，梅利號艦首的羊頭在哭泣。
- 在60集魯夫跳回船上时，梅利號上羊头的嘴巴因吃惊而张开了。

### 鞠躬盡瘁、功成身退
在水之七島，被卡雷拉公司的專業船匠鑑定因「龍骨」損壞嚴重，已經修復無望並判定它無法再繼續航行，之後就一直停駐在水之七島。又因CP9的行動導致漂流至廢船島，其後在船之精靈的苦苦哀求下，碰巧路過的艾斯巴古竭盡全力幫它做了臨時性維修，讓它能夠前去搭救魯夫一行人逃離司法島。
在順利救出草帽海賊團後的歸途中，由於船體大限已至而在半路上斷成兩截。在艾斯巴古的勸說下，魯夫等人以火葬儀式送它最後一程，臨終時船之精靈與草帽海賊團之間做了短暫的告別，就此結束梅利號偉大的光榮使命。
本應無法再出海的殘破船體卻超越了自身的極限進行了最後的航行；梅利號的勇氣與毅力被艾斯巴古譽為不可能的「奇蹟」。後來佛朗基參考梅利號的造型製作出四人座蒸汽外輪船，取名為「迷你梅利二號」。

## 船內設備
- 會議室
  - 兼掌舵室的地方。時常在這個房間進行會議、閒談及吃飯。

- 廚房
  - 廚房牆壁由瓷磚貼滿。為了防止魯夫偷竊食物吃，香吉士和娜美將鎖鏈纏繞在冰箱上並附有鑰匙鎖，以及設置巨大的捕鼠器。

- 倉庫
  - 酒桶、水桶、食品及寶物（娜美的寶物）所存放的地方，位於休息室下方。從入口直走即可到達浴室和女船員的房間（有上鎖、需使用鑰匙開門）。

- 男船員休息室
  - 魯夫、索隆、騙人布、香吉士和喬巴的房間，位於主要船桅下。擺設傢具有衣櫥、沙發和桌子，因沒有放置床故魯夫等男性同仁睡在吊床上，比「女船員休息室」還樸素。

- 女船員休息室
  - 娜美和羅賓的房間。娜美的寶物就放在這裡。設有完善的寫字台、書架、床、沙發和酒吧等傢具。房間以女主人可雅而設計，所以整體室內擺設較為豪華。設有緊急出入口、連結男船員房間，不過平時不會使用。

- 炮隊列甲板&錨纜飛機庫
  - 軍事倉庫，位於船的前頭。大炮裝備在前方1門，錨絞盤捲上。除了武器以外，槳、魚漂兒圈、繩索等航海必需品也放置在此。

- 浴室
  - 洗澡和廁所設置在同一間，窗上設有防止窺視的窗簾。

- 橘子園
  - 位於休息室上面。從娜美的故鄉「可可亞西村」貝爾梅爾家的橘子園移植的三棵橘子樹，產出的橘子非常多汁。為防止外敵（主要是魯夫）偷摘橘子，娜美委託了香吉士專責保護橘子樹。在千陽號完工後，橘子樹也一併移植過去。

- 魯夫特等席
  - 梅利號艦首羊頭的別稱，主要是因為船長魯夫航行時總喜歡坐在上面，因此被魯夫稱為「特等席」。在到達雙子岬時，綿羊头的船首曾與拉布撞上後斷裂。